# Podocarpus confertus
Podocarpus confertus är en barrträdart som beskrevs av De Laub. Podocarpus confertus ingår i släktet Podocarpus och familjen Podocarpaceae. IUCN kategoriserar arten globalt som livskraftig. Inga underarter finns listade i Catalogue of Life.